# فدراسیون فوتبال کوزوو
فدراسیون فوتبال کوزوو (آلبانیایی: Federata e Futbollit e Kosovës) سازمانی است که اداره امور مربوط به فوتبال در کوزوو را برعهده دارد و دفتر مرکزی آن در پریشتینا است. فدراسیون فوتبال کوزوو در سال ۱۹۴۶ به عنوان شاخه‌ای از فدراسیون فوتبال یوگسلاوی تأسیس شد. در حال حاضر ریاست این فدراسیون به عهده فدیل وکری است. این فدراسیون سازماندهی هشت دوره مسابقه فوتبال در کوزوو را به عهده دارد.
در ماه مه ۲۰۱۶، عضویت فدراسیون فوتبال کوزوو در یوفا به تصویب رسید.

لوگوی فدراسیون فوتبال کوزوو از سال ۲۰۰۸ تا ۲۰۱۸